# Got to Be There (pesma)
„Got to Be There“ je singl Majkla Džeksona izdat 1971. godine. Nalazi se na istoimenom albumu i prvi je Džeksonov solo singl. Pesmu je producirao Hal Dejvis, a napisao ju je Eliot Vilenski. Pesma je bila komercijalni uspeh u Sjedinjenim Državama i Evropi. U Velikoj Britaniji je bila na petom mestu. Sa svojim prvim solo hitom, Motaun je doprineo Džeksonu da izraste u samostalnu zvezdu.